# Joseph Rock

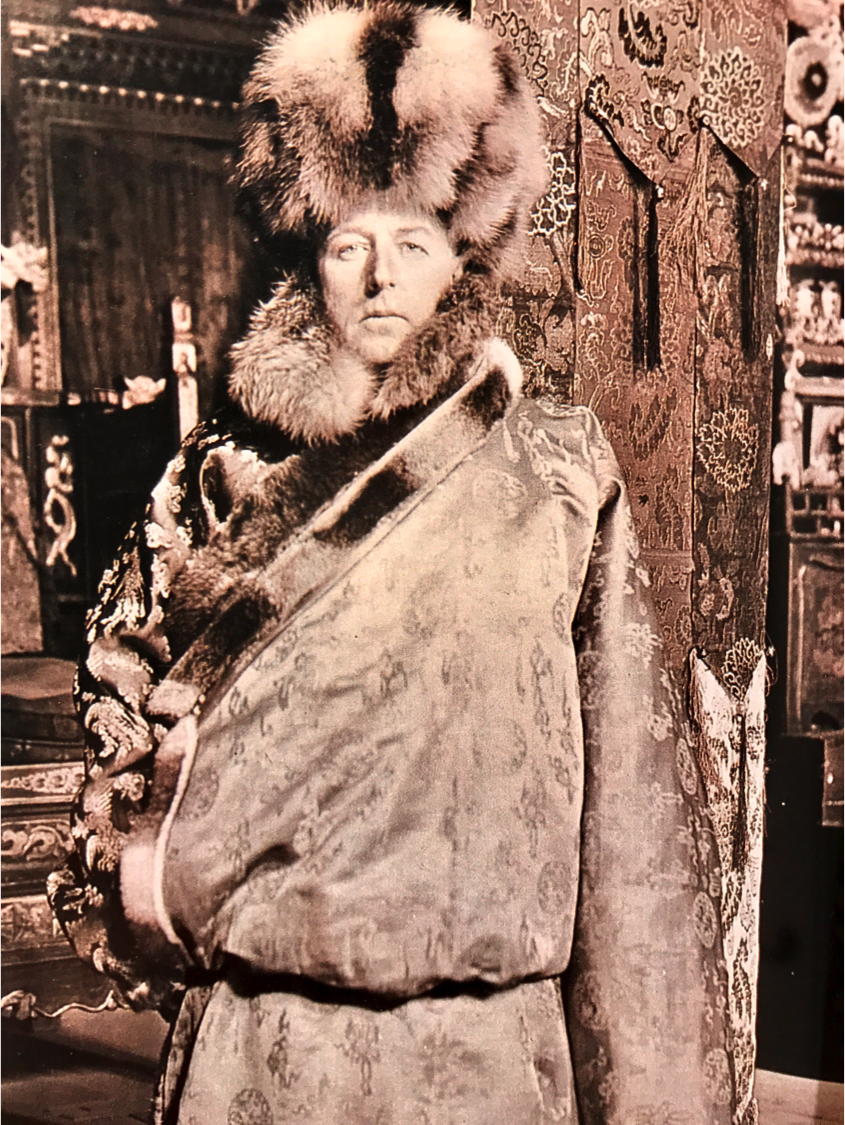
Rock îmbrăcat într-o ținută tibetană în Yunnan, China

Joseph Francis Charles Rock (n. 13 ianuarie 1884, Viena, Austro-Ungaria – d. 5 decembrie 1962, Hawaii, SUA) a fost un explorator, geograf, lingvist și botanist austriaco-american.

## Viață
S-a născut la Viena (Austria), a plecat în Egipt la vârsta de 10 ani, împreună cu tatăl său, iar mai târziu a hoinărit prin Europa. În urma unui impuls, a emigrat în Statele Unite ale Americii în 1905. S-a stabilit inițial la New York și s-a mutat în 1907 la Honolulu, Hawaii, unde a devenit ulterior o autoritate în ceea ce privește flora de acolo. El a predat mai întâi cu normă întreagă la Mills College (cunoscut acum sub numele Mid-Pacific Institute) și a intrat în concediu în septembrie 1908 din motive de sănătate. În calitate de primul botanist oficial al teritoriului Hawaii, a devenit în 1911 profesor la College of Hawaii (numele a fost schimbat în 1920 în University of Hawaii), a înființat primul ierbar al colegiului și a fost primul curator al ierbarului din 1911 până în 1920, când a părăsit colegiul pentru a petrece următoarele decenii ca explorator al florei din Asia.

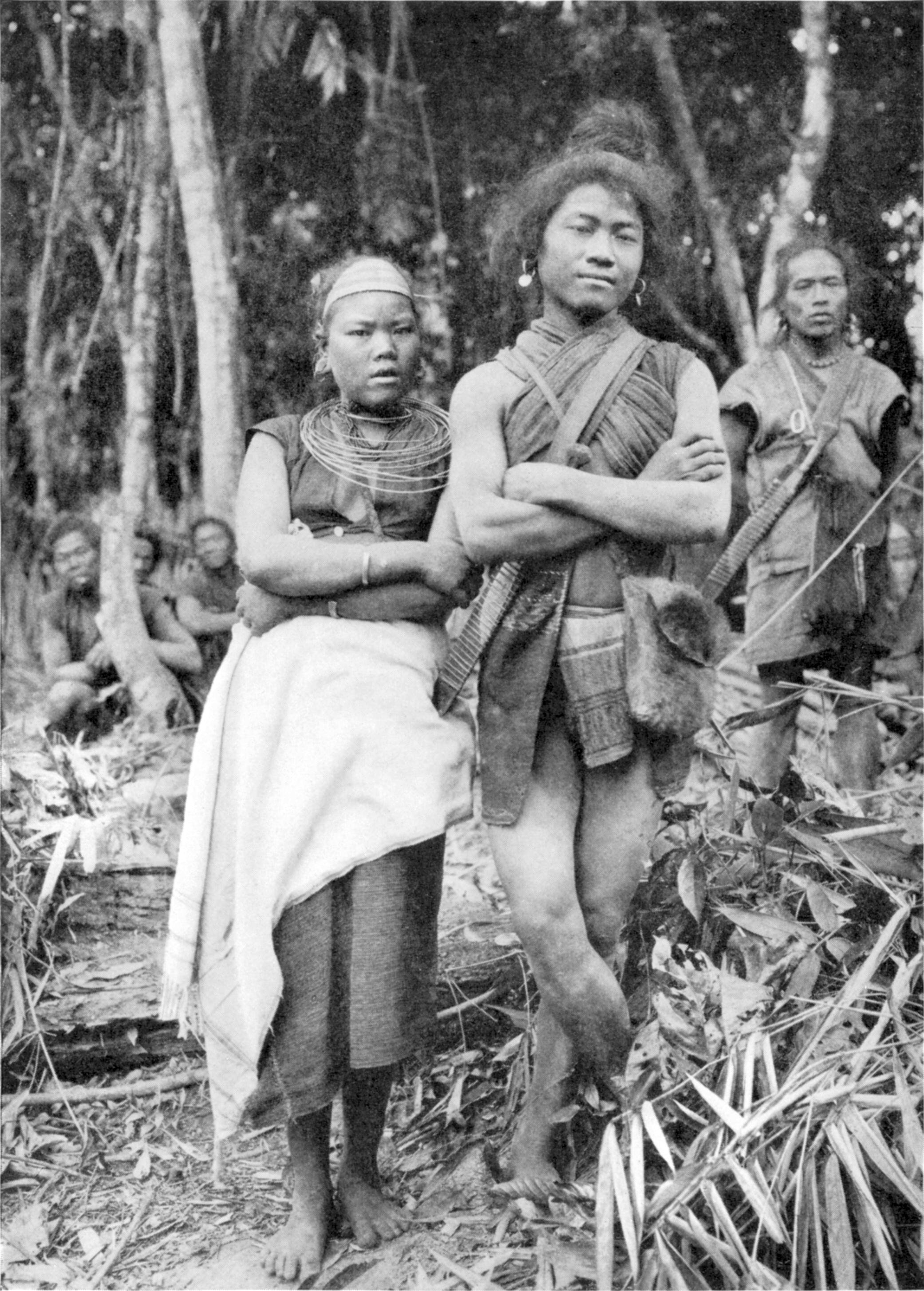
Oameni din tribul Mishmi, fotografiați de Joseph Rock în 1922.

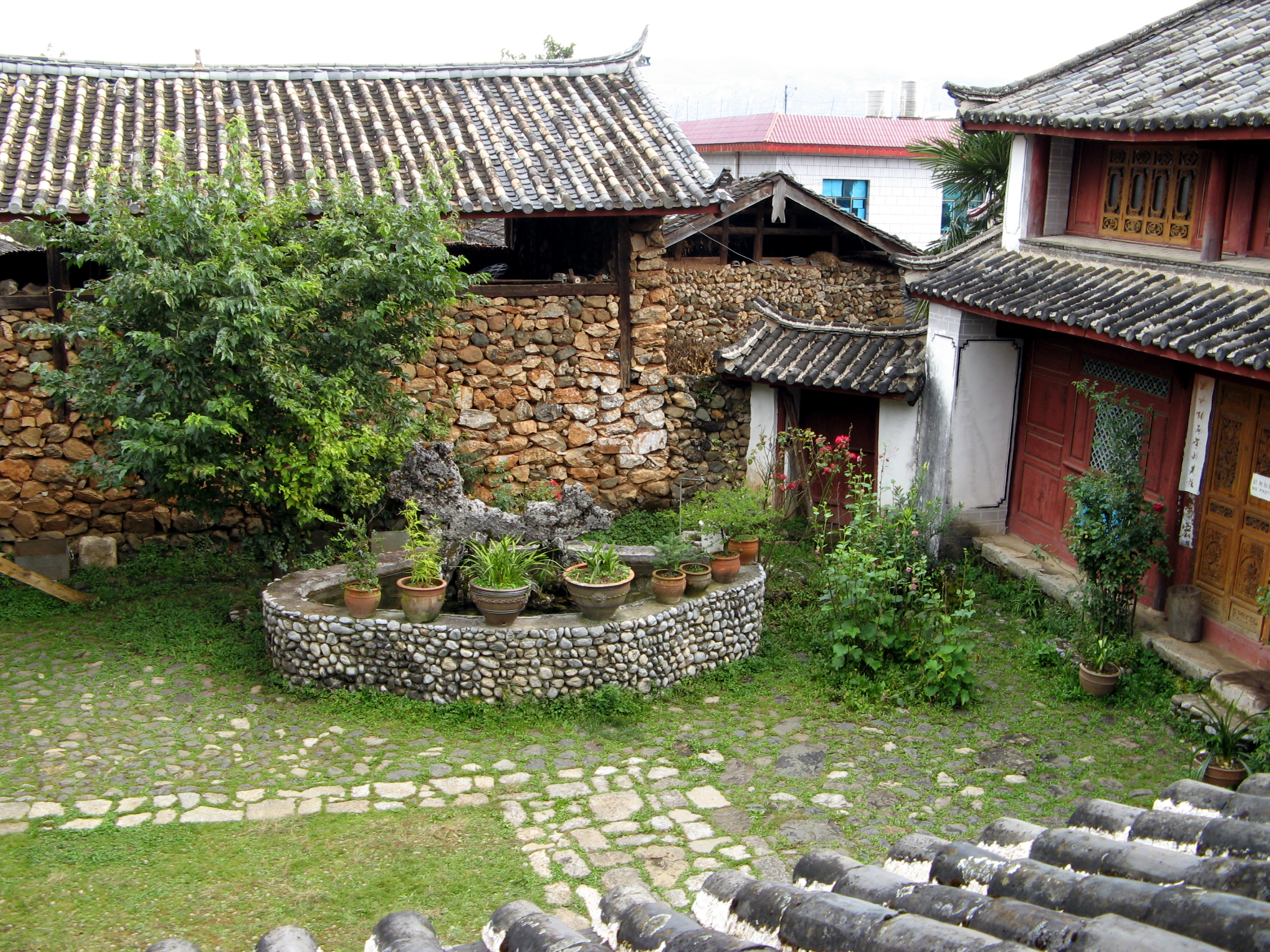
Casa lui Joseph Rock din satul Yuhu, Lijiang.

În timpul rebeliunilor populației nomade golok (1917-1949), Rock a fost martorul luptelor repetate între armata chinezilor musulmani din clica Ma și tibetanii golok din districtul Xiahe și de la mănăstirea Labrang. Armata clicii Ma a lăsat scheletele tibetanilor împrăștiate pe o arie largă, iar mănăstirea Labrang a fost ornată cu capetele tăiate ale tibetanilor. După bătălia din apropiere de Labrang din 1929, trupele chineze musulmane au folosit cele 154 de capete tăiate ale tibetanilor pe post de ornamente în tabăra lor militară. Rock a descris prezența capetelor unor „copii și tinere fete” înfipte în niște pari din jurul taberei militare. Zece-cincisprezece capete au fost așezate pe șaua fiecărui călăreț musulman. Capetele erau „înșirate pe zidurile garnizoanei musulmane ca o ghirlandă de flori”.
În martie 2009 University of Hawaii din Manoa a dat ierbarului numele lui Joseph Rock. Lucrări și colecții ale lui Joseph Rock sau de la Joseph Rock sunt păstrate în Biblioteca Congresului.

## Plante numite după Rock
Speciile endemice hawaiene Lobelia rockii din Molokai, Peperonia Rockii și Pandanus Rockii Martelli de pe atolul Palmyra, bujorul Paeonia rockii din munții Gansu aflați în vestul Chinei și scorușul cu fructe galbene „Joseph Rock” au fost numite după Rock.

## Lucrări științifice
În 1916 Rock a realizat prima descriere științifică a Atolului Palmyra din Oceanul Pacific. În urma expedițiilor sale ulterioare în China, Tibet și în estul munților Himalaya, el a elaborat un dicționar de 1.094 de pagini, numeroase lucrări științifice și două cărți de istorie a populației Nakhi (Naxi) și a limbii vorbite în nord-vestul provinciei Yunnan, care au fost utilizate pe scară largă pentru studiul culturii, limbii și religiei populației Nakhi. Aceste cărți nu se mai tipăresc și pot fi găsite, în consecință, la prețuri foarte mari pe piețele de cărți rare.
Cele mai importante dintre lucrările sale sunt:
- Palmyra Island with a Description of its Flora, Honolulu, 1916.[11]
- The Ancient Nakhi Kingdom of Southwest China. 2 vol. ilustrate. Cambridge, Mass.: Harvard Univ. Press, 1948.
- A Nakhi-English encyclopedic dictionary. Roma: I.M.E.O., 1963.
- Articole publicate în revista National Geographic:
  - „Hunting the Chaulmoogra tree” (1922) 3:242-276 (publicată și separat).
  - „Banishing the Devil of Disease Among the Nashi: Weird Ceremonies Performed by an Aboriginal Tribe in the Heart of Yunnan Province” (1924) 46:473-499
  - „Land of the Yellow Lama: National Geographic Society Explorer Visits the Strange Kingdom of Muli, Beyond the Likiang Snow Range of Yunnan, China” (1924) 47: 447-491
  - „Experiences of a Lone Geographer: An American Agricultural Explorer Makes His Way through Brigand-Infested Central China En Route to the Amne Machin Range, Tibet” (1925) 48: 331-347
  - „Through the Great River Trenches of Asia: National Geographic Society Explorer Follows the Yangtze, Mekong, and Salwin Through Mighty Gorges” (1926) 50: 133-186
  - „Life among the Lamas of Choni: Describing the Mystery Plays and Butter Festival in the Monastery of an Almost Unknown Tibetan Principality in Kansu Province, China” (1928): 569-619
  - „Seeking the Mountains of Mystery: An Expedition on the China-Tibet Frontier to the Unexplored Amnyi Machen range, One of Whole Peaks Rivals Everest” (1930) 57:131-185
  - „Glories of the Minya Konka: Magnificent Snow Peaks of the China-Tibetan Border are Photographed at Close Range by a National Geographic Society Expedition” (1930) 58:385-437
  - „Konka Risumgongba, Holy Mountain of the Outlaws” (1931) 60:1-65
  - „Sungmas, the Living Oracles of the Tibetan Church” (1935) 68:475-486.

## Vezi și

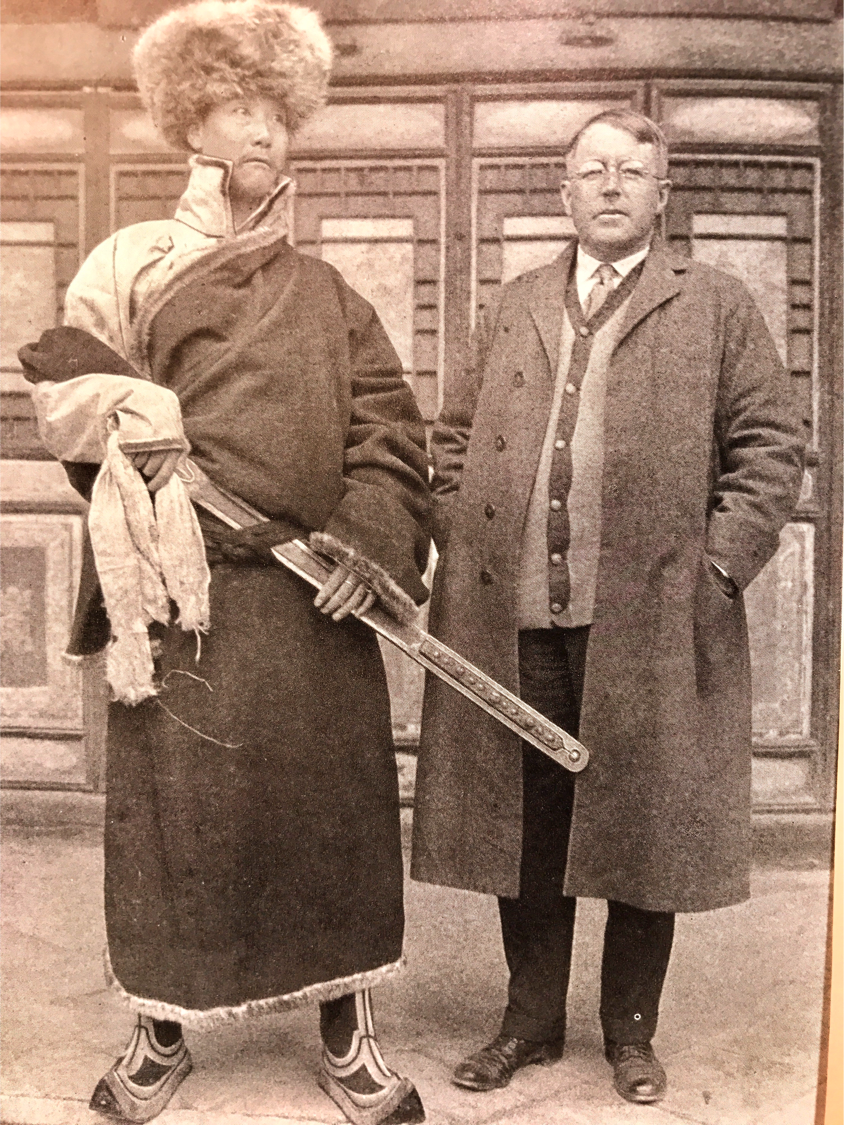
Rock în Yunnan

- Rock în Yunnan Gongga Shan, un munte din provincia Sichuan despre care Rock a crezut o perioadă în mod eronat (din cauza echipamentului modest de măsurare) că ar fi cel mai înalt din lume.

## Legături externe
- In the footsteps of Joseph Rock: a photoblog
- Joseph Rock's photos Arhivat în 31 ianuarie 2016, la Wayback Machine.
- Joseph Rock's photographs of China Arhivat în 25 februarie 2016, la Wayback Machine.
- Book review
- Joseph Francis Rock Collection at the Smithsonian Institution Archives
- International Plant Names index